# Vonnas
Vonnas ist eine französische Gemeinde mit 3233 Einwohnern (Stand 1. Januar 2022) im Département Ain in der Region Auvergne-Rhône-Alpes; sie gehört zum Arrondissement Bourg-en-Bresse und zum Kanton Vonnas.

## Geographie
Die Gemeinde liegt in der Landschaft Bresse an der Mündung des Renon in die Veyle, rund 20 Kilometer südöstlich von Mâcon und eben soweit westlich von Bourg-en-Bresse. Nachbargemeinden von Vonnas sind Perrex im Norden, Mézériat im Nordosten, Chaveyriat im Osten, Chanoz-Châtenay im Südosten, Neuville-les-Dames im Süden und Saint-Julien-sur-Veyle im Westen.

### Verkehrsanbindung
Vonnas liegt an der Bahnstrecke Mâcon–Ambérieu und hat einen eigenen Bahnhof, der im Regionalverkehr von Zügen des TER Auvergne-Rhône-Alpes bedient wird. Das Gemeindegebiet wird von den Départementsstraßen D80 (von Neuville-les-Dames nach Saint-Cyr-sur-Menthon) und D26 erschlossen. Letztere stellt einen Zubringer zu den weiter nördlich verlaufenden höherrangigen Straßenverbindungen A40 und D1079 dar.

## Bevölkerungsentwicklung
| Jahr                       | 1968 | 1975 | 1982 | 1990 | 1999 | 2006 | 2014 | 2021 |
| Einwohner                  | 1835 | 2144 | 2505 | 2381 | 2422 | 2623 | 2922 | 3216 |
| Quellen: Cassini und INSEE |      |      |      |      |      |      |      |      |

## Sehenswürdigkeiten

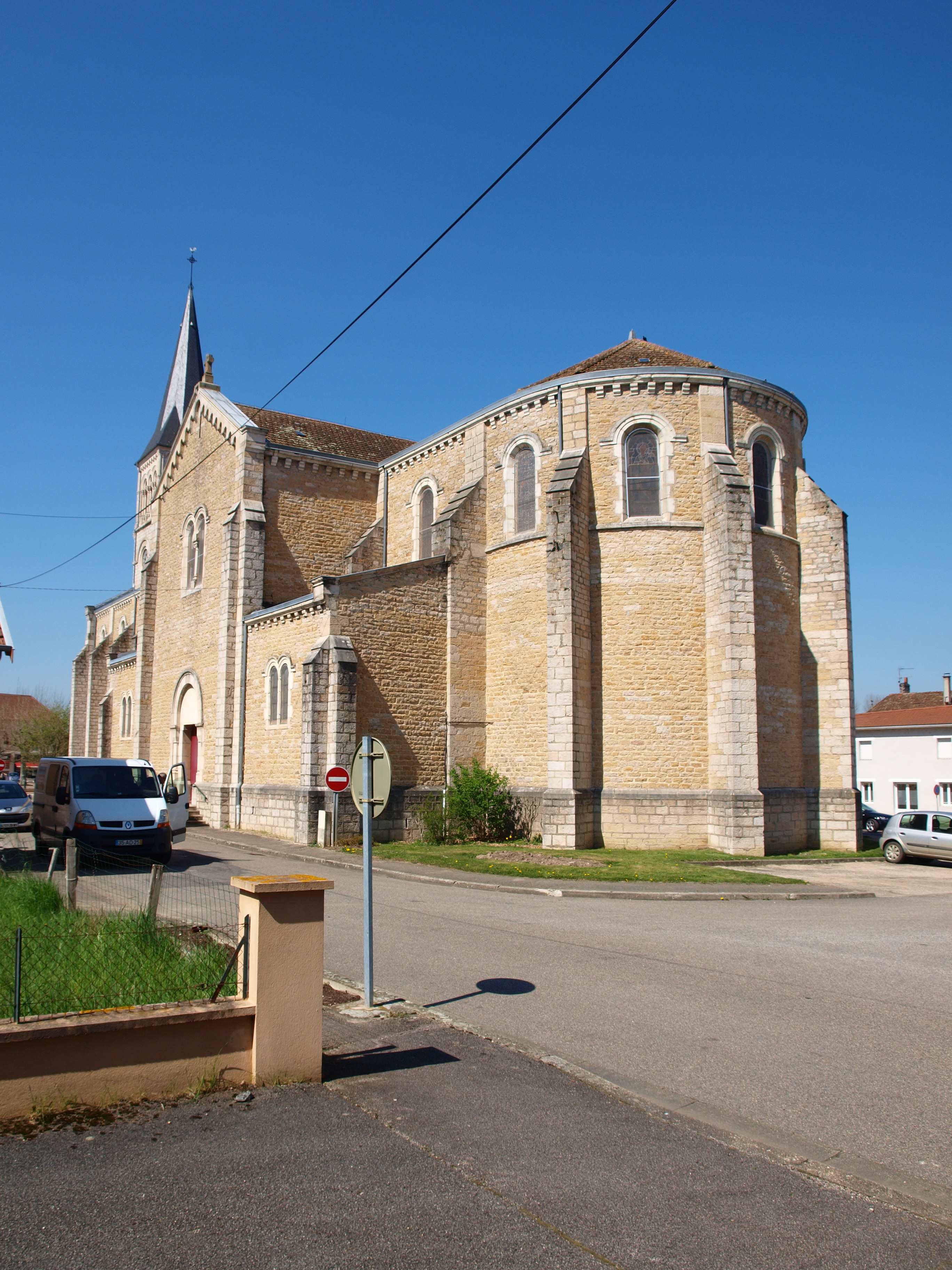
Kirche Saint-Martin
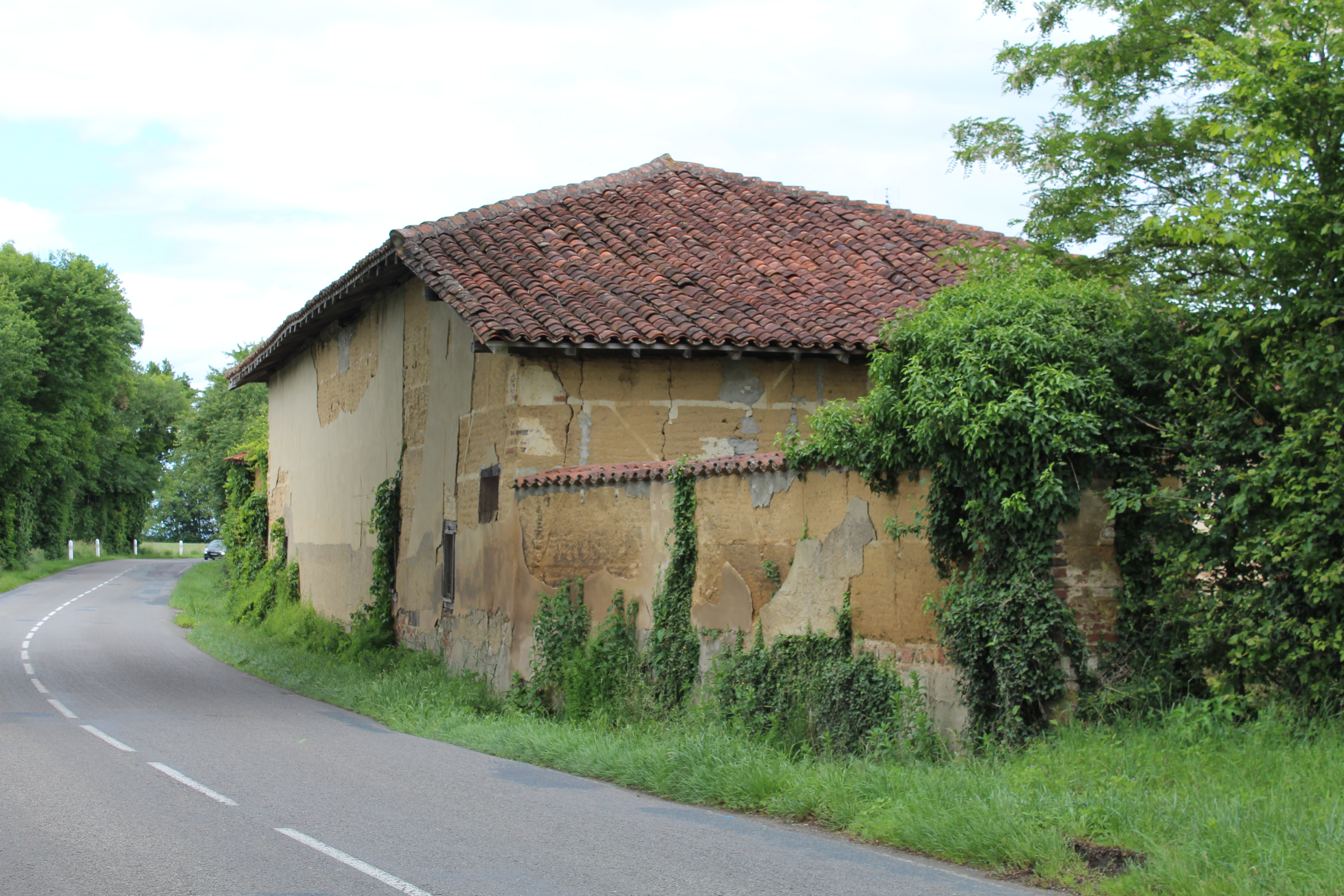
Domäne Béost, Monument historique
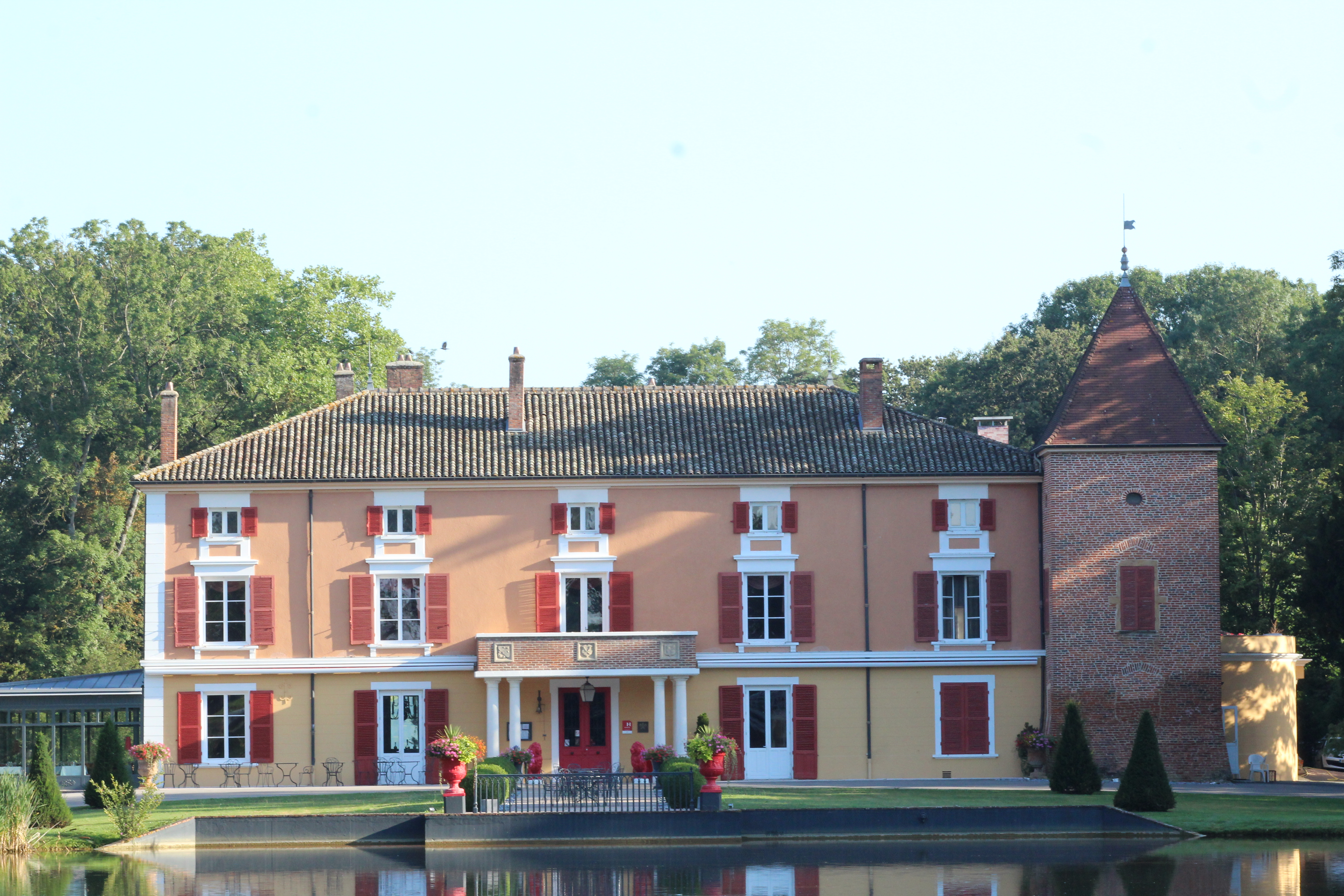
Schloss Épeyssoles
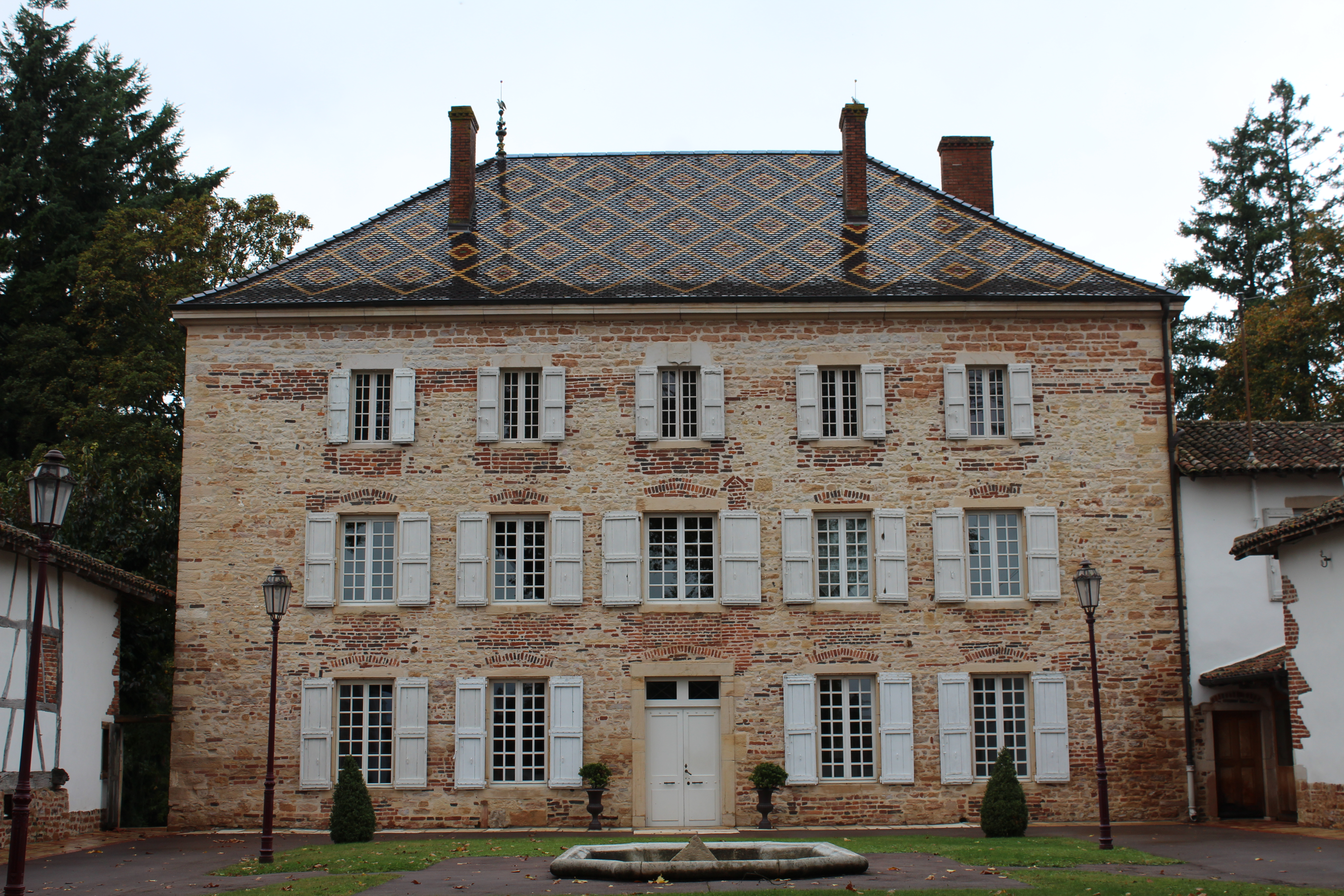
Schloss Luponnas
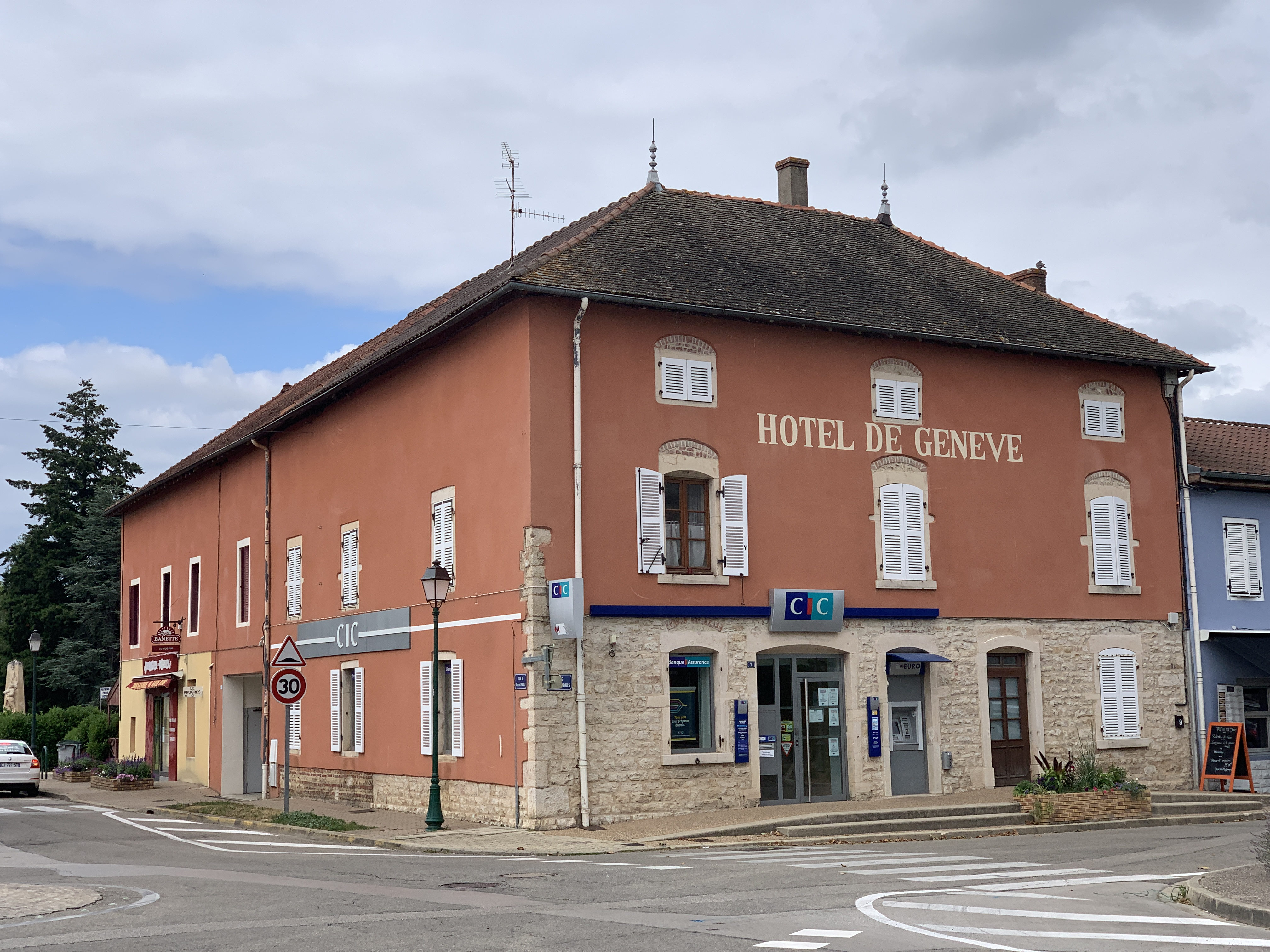
Hotel Genève
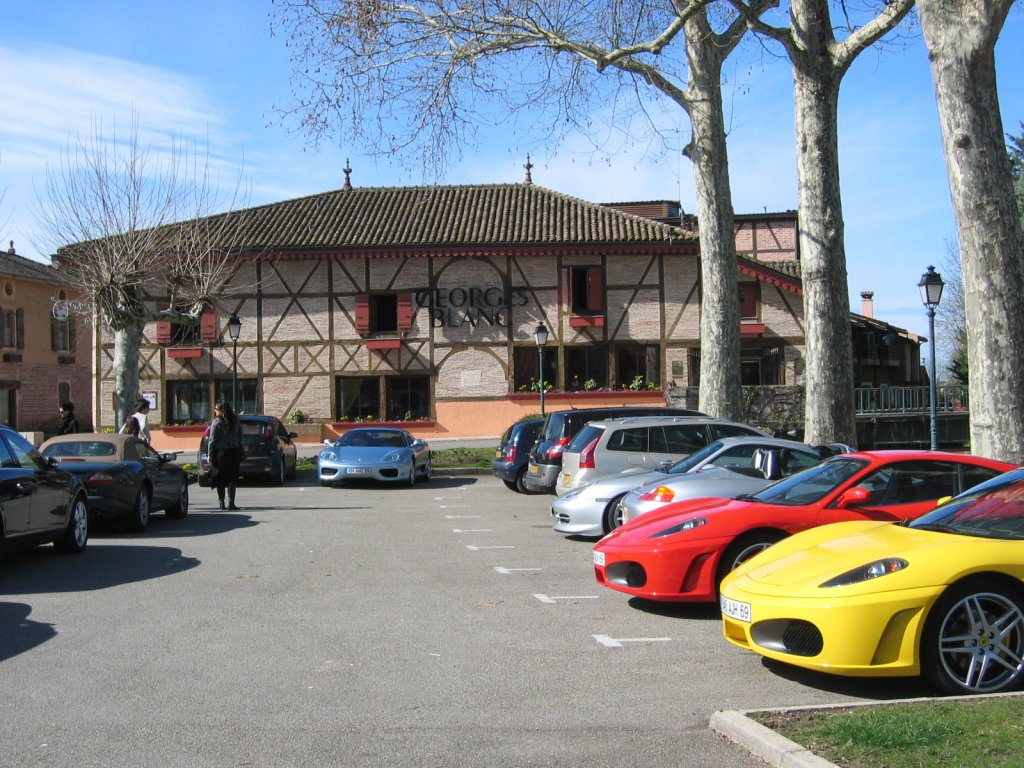
Drei-Sterne-Restaurant von George Blanc
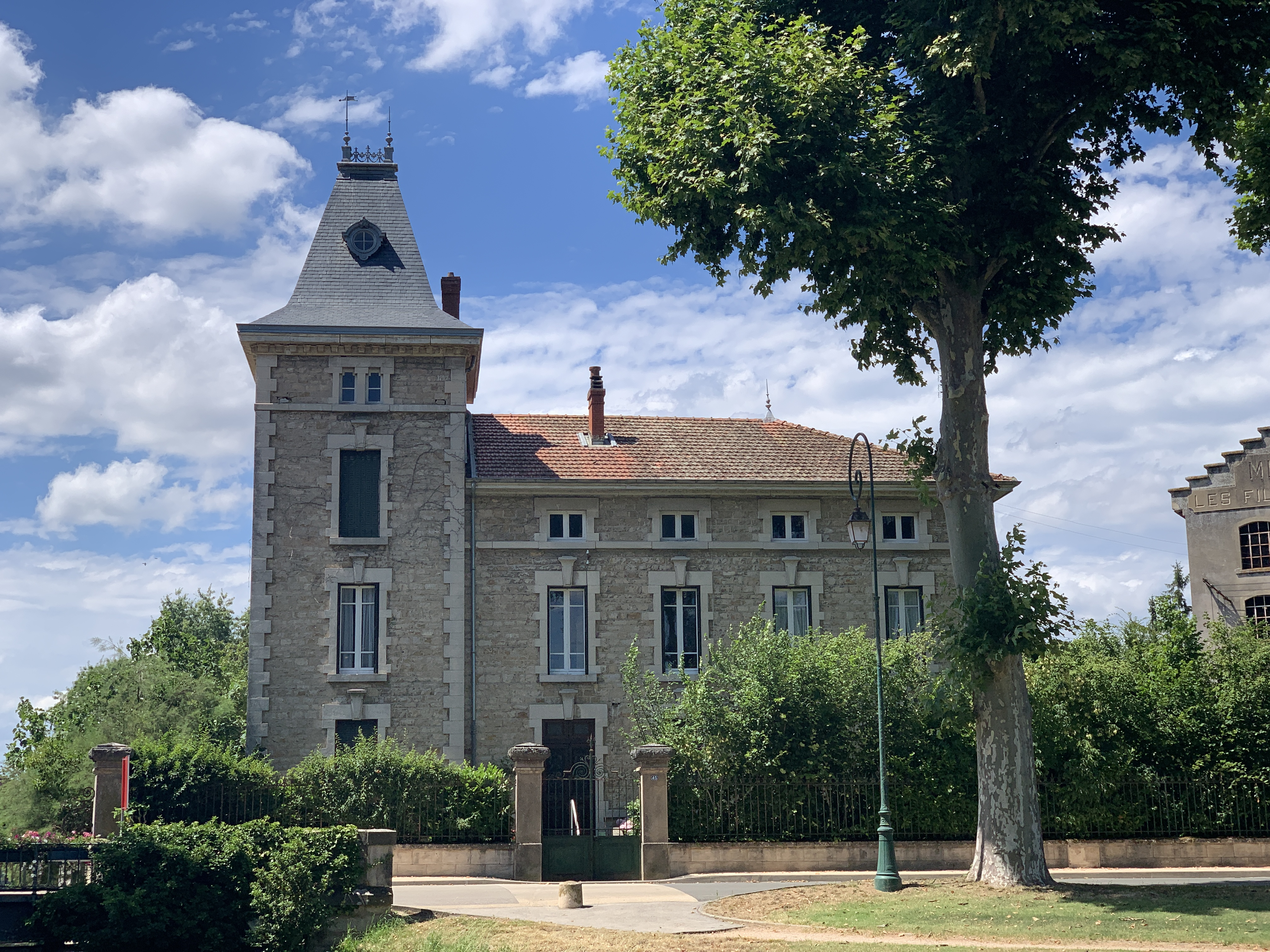
Haus Rue Moulin 45
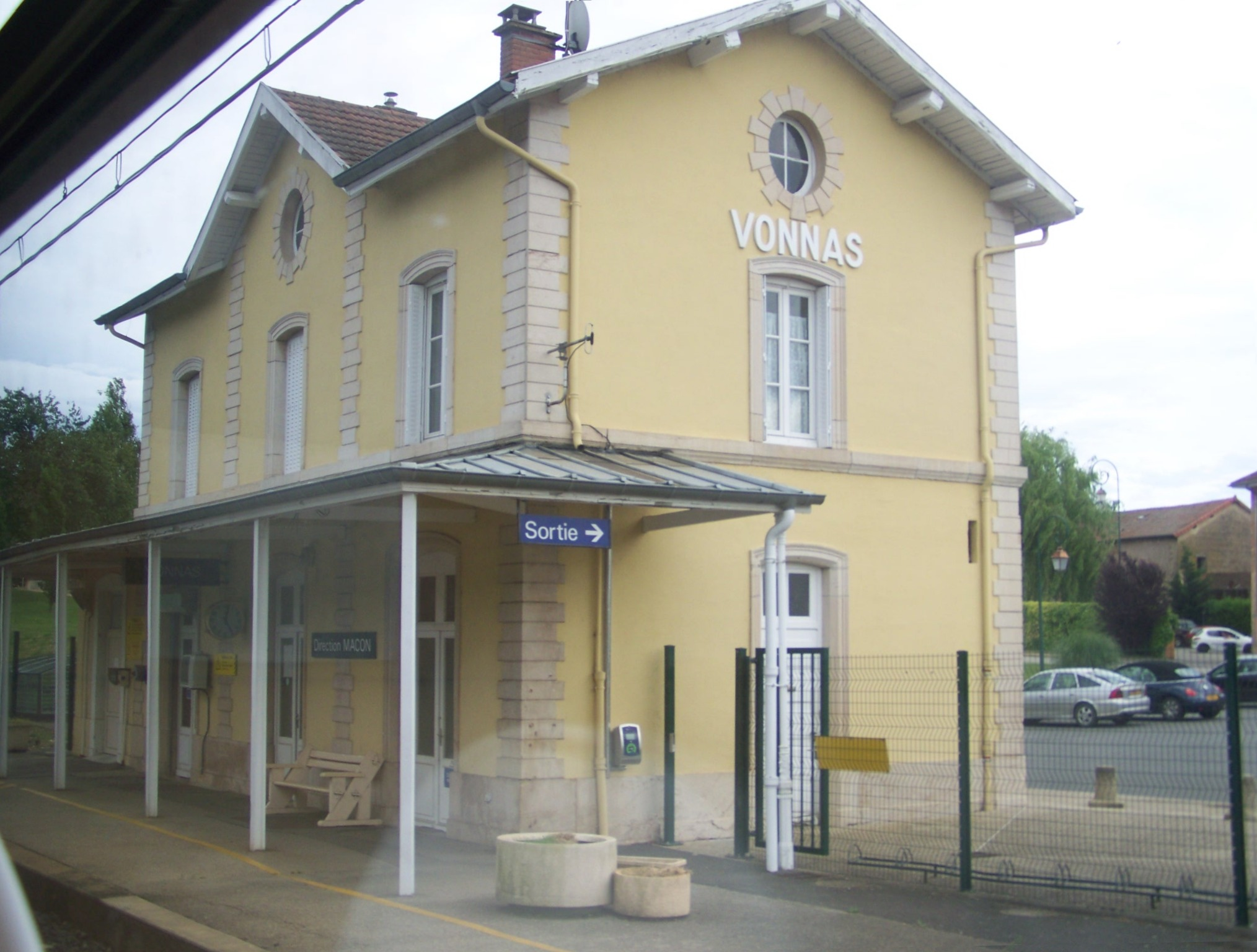
Bahnhof

- Kirche Saint-Martin
- Domäne Béost
- Schloss Épeyssoles
- Schloss Luponnas
- Hotel Genève
- Drei-Sterne-Restaurant von George Blanc
- Haus Rue Moulin 45
- Bahnhof

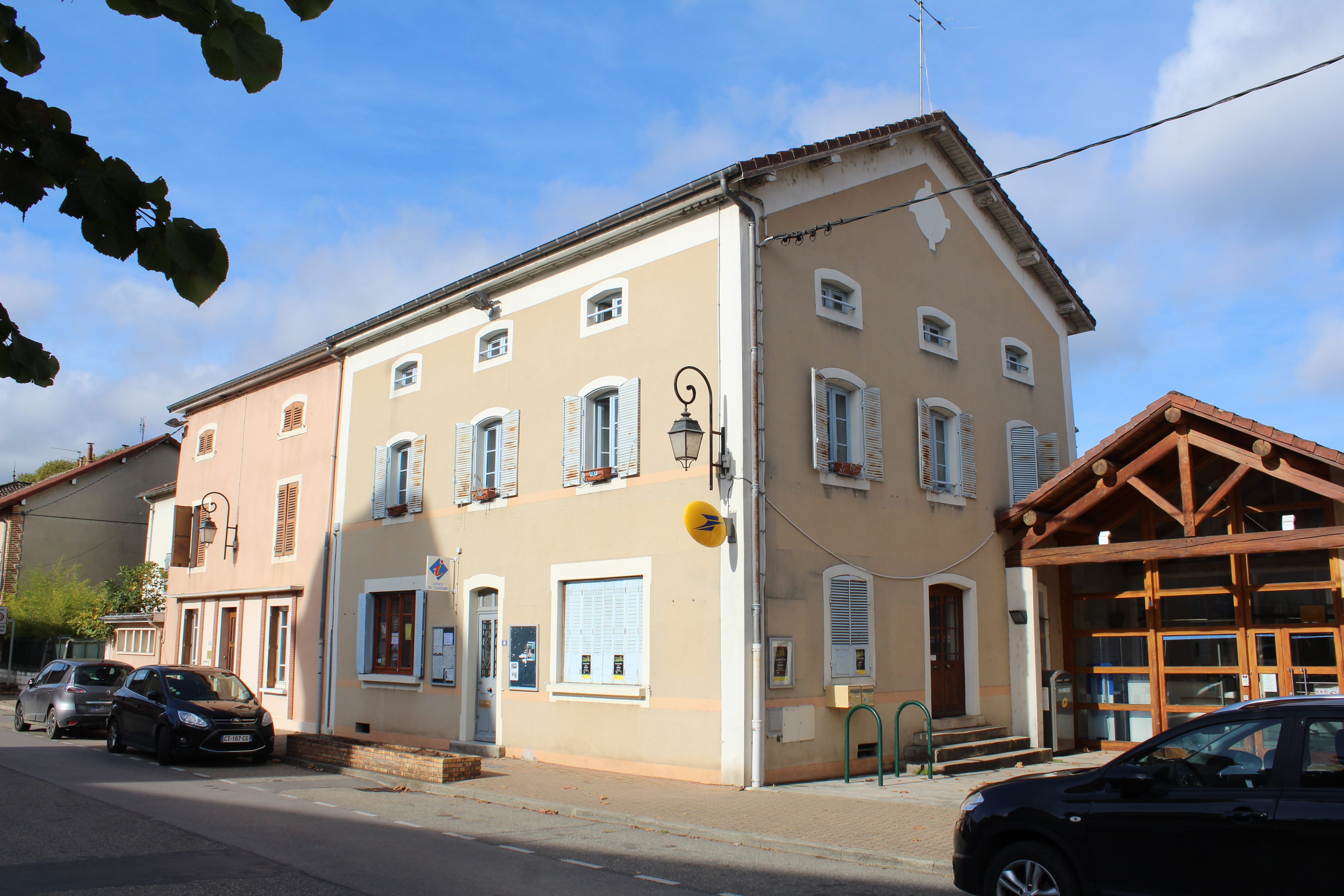
Tourismusbüro
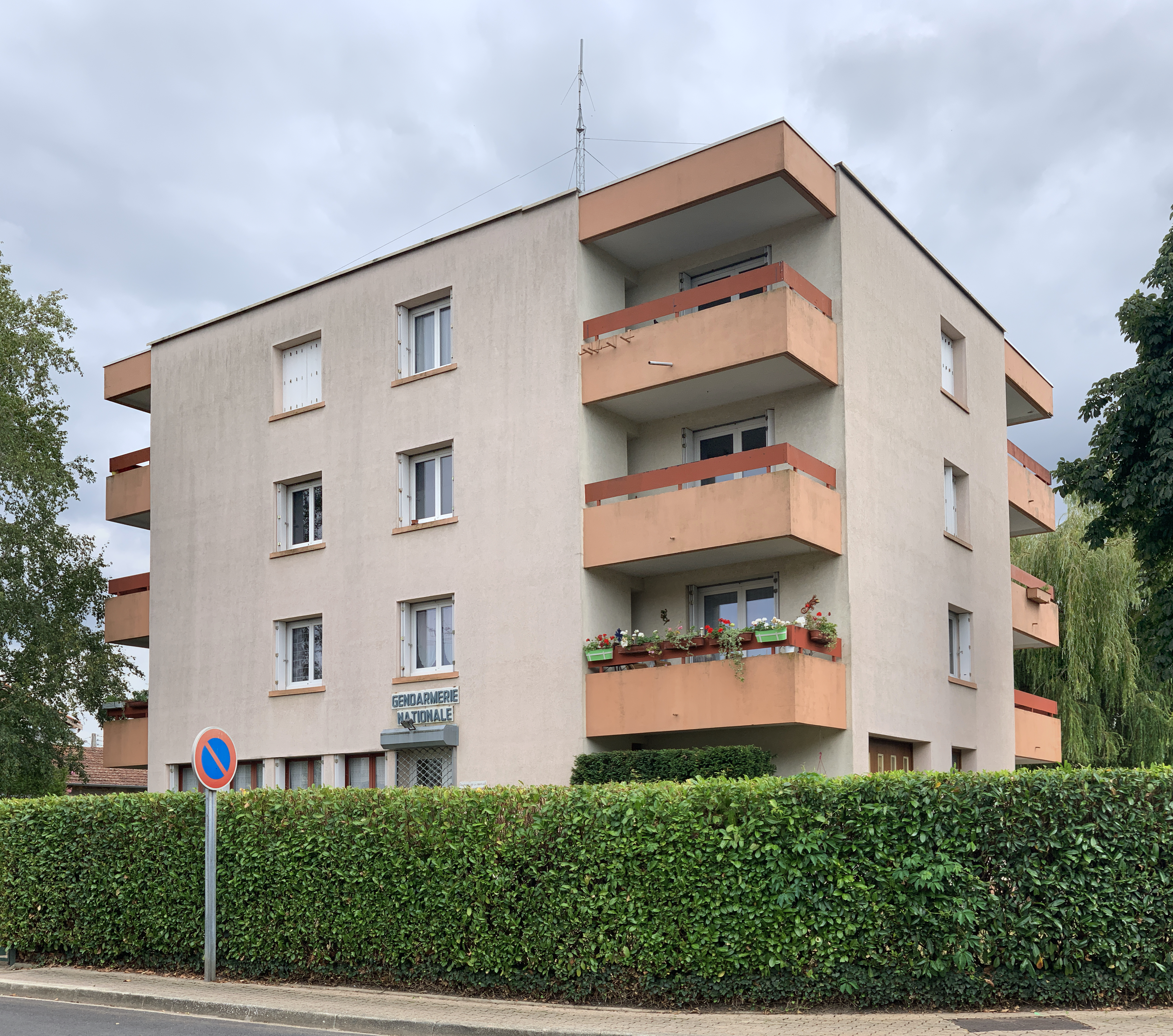
Gendarmerie
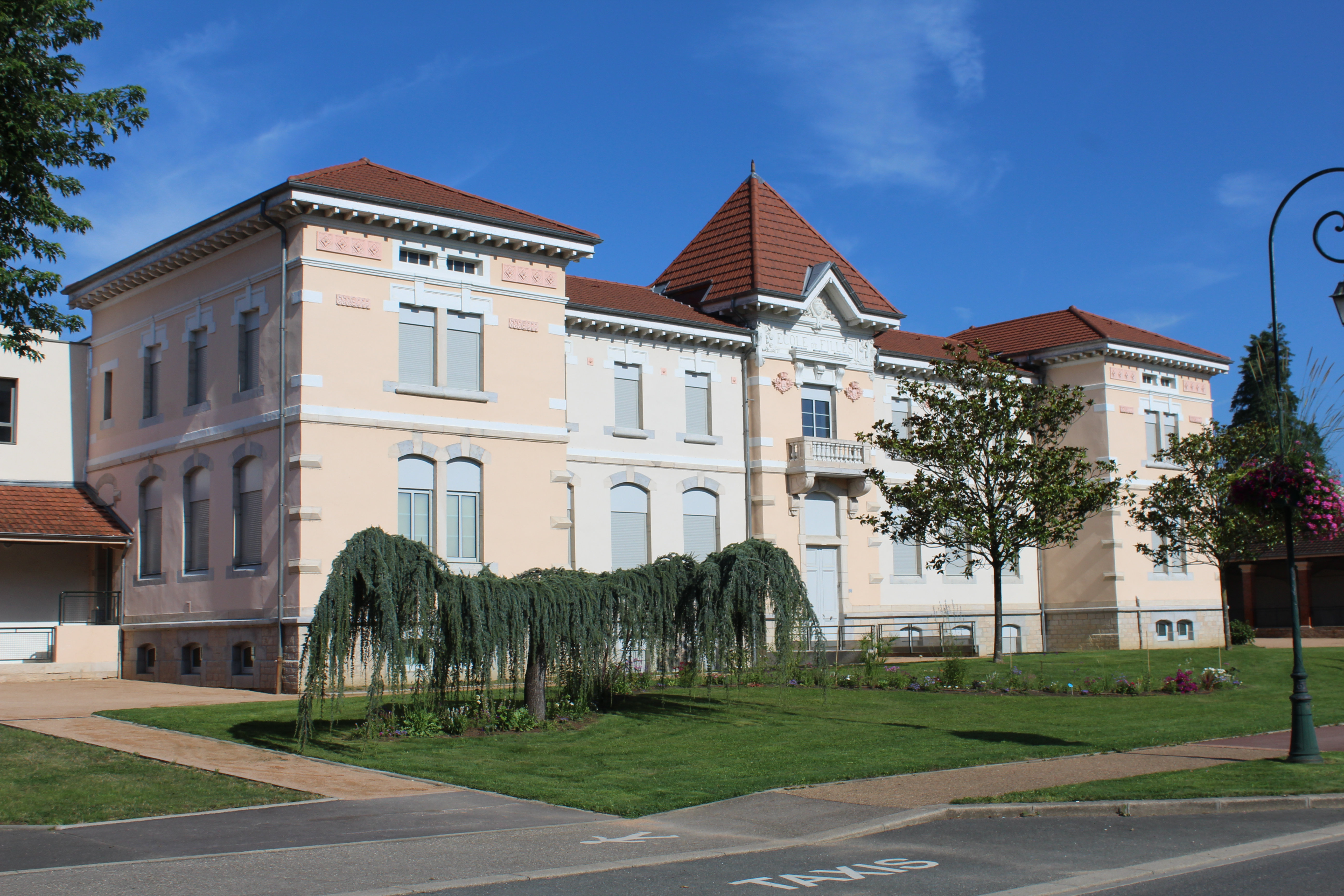
Öffentliche Schule
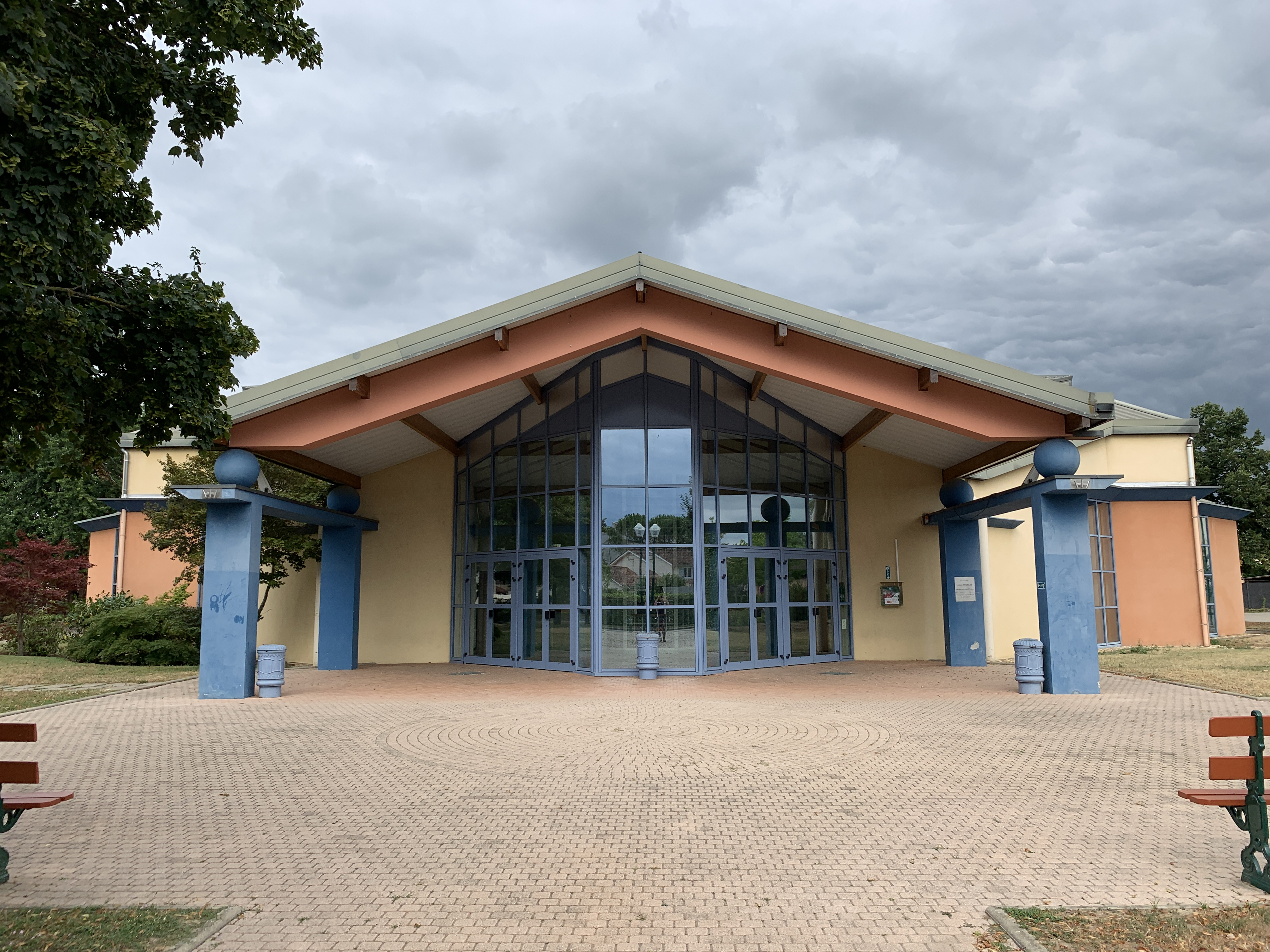
Gemeindefesthalle
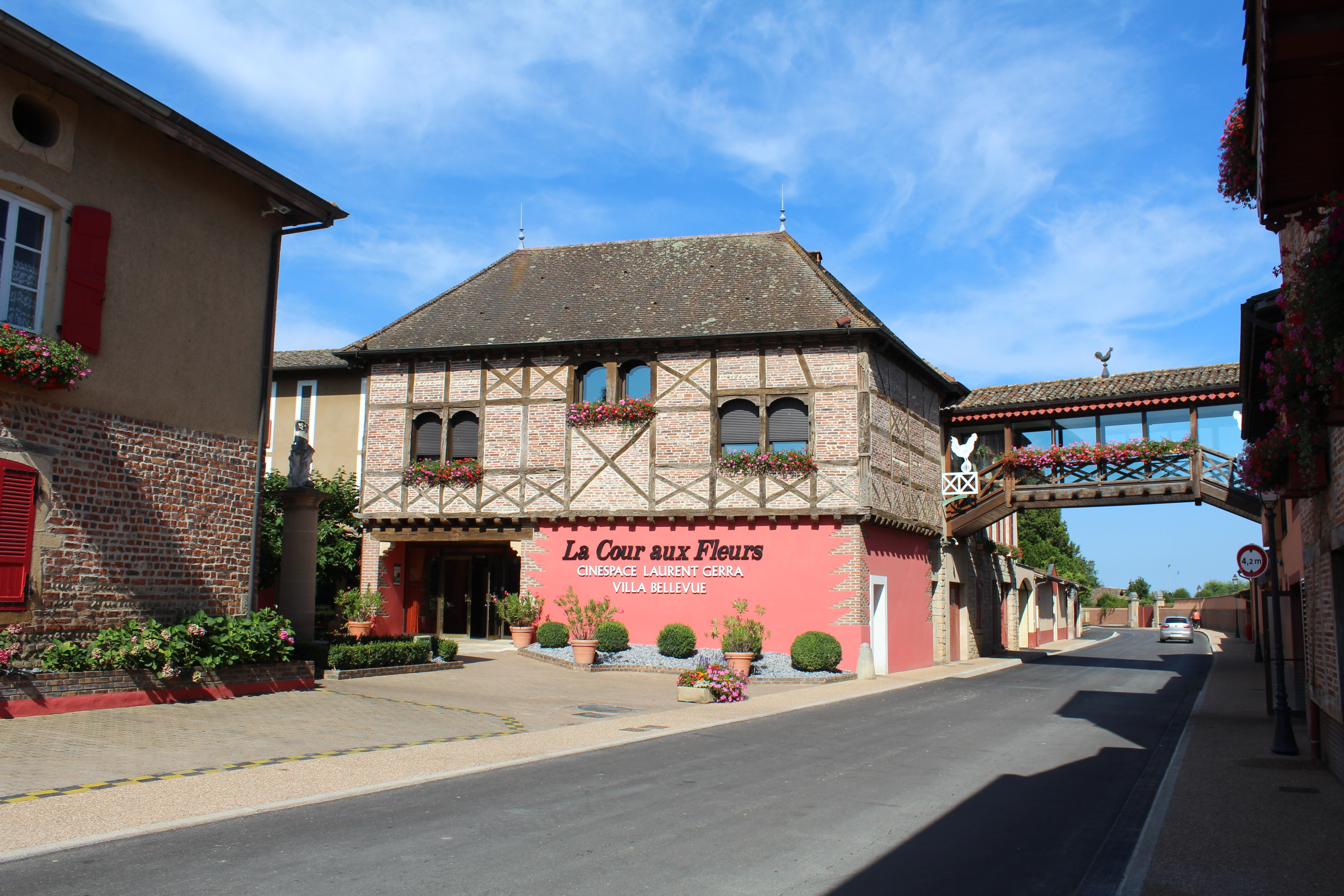
Blumenhof
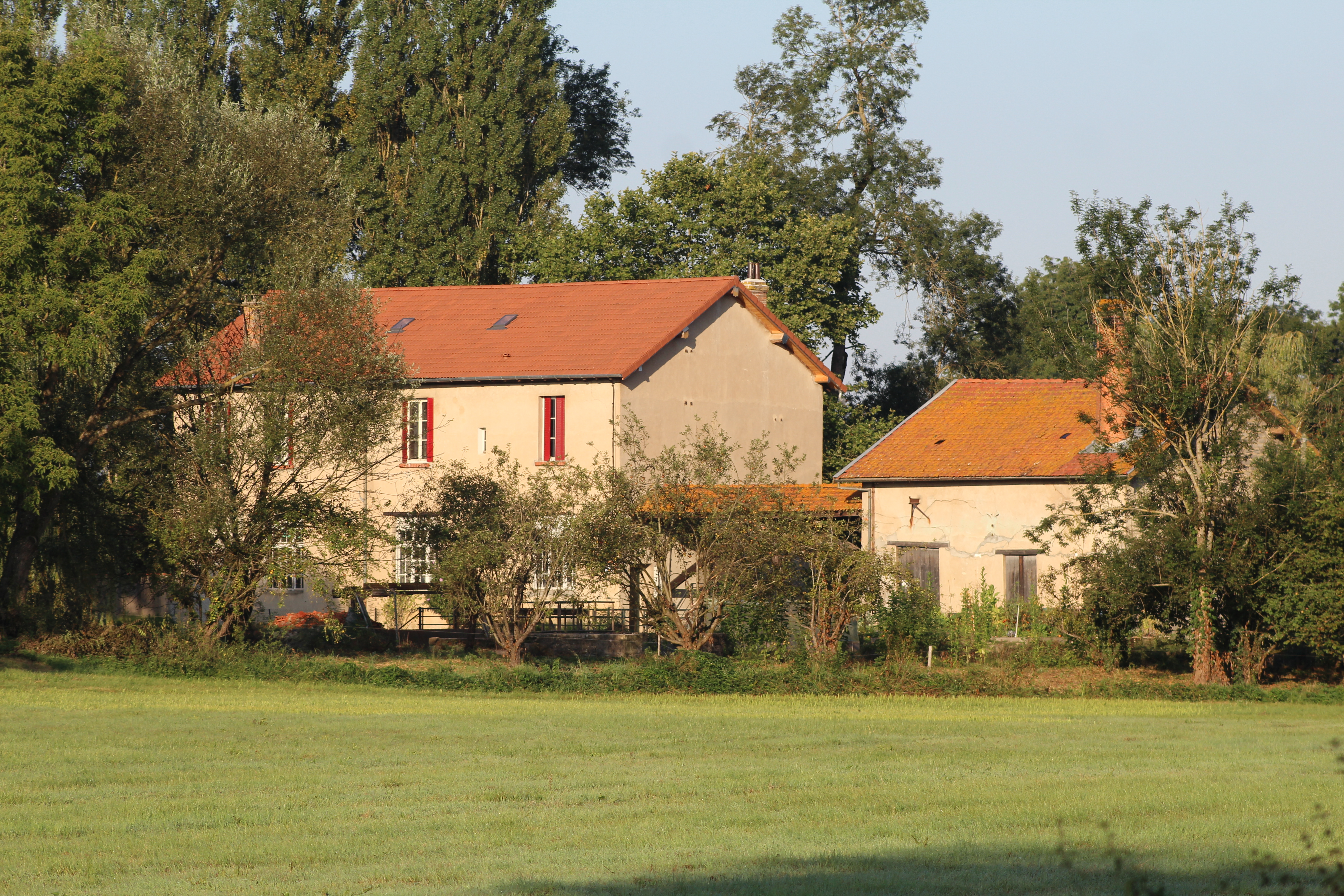
Mühle Péroux Biziat
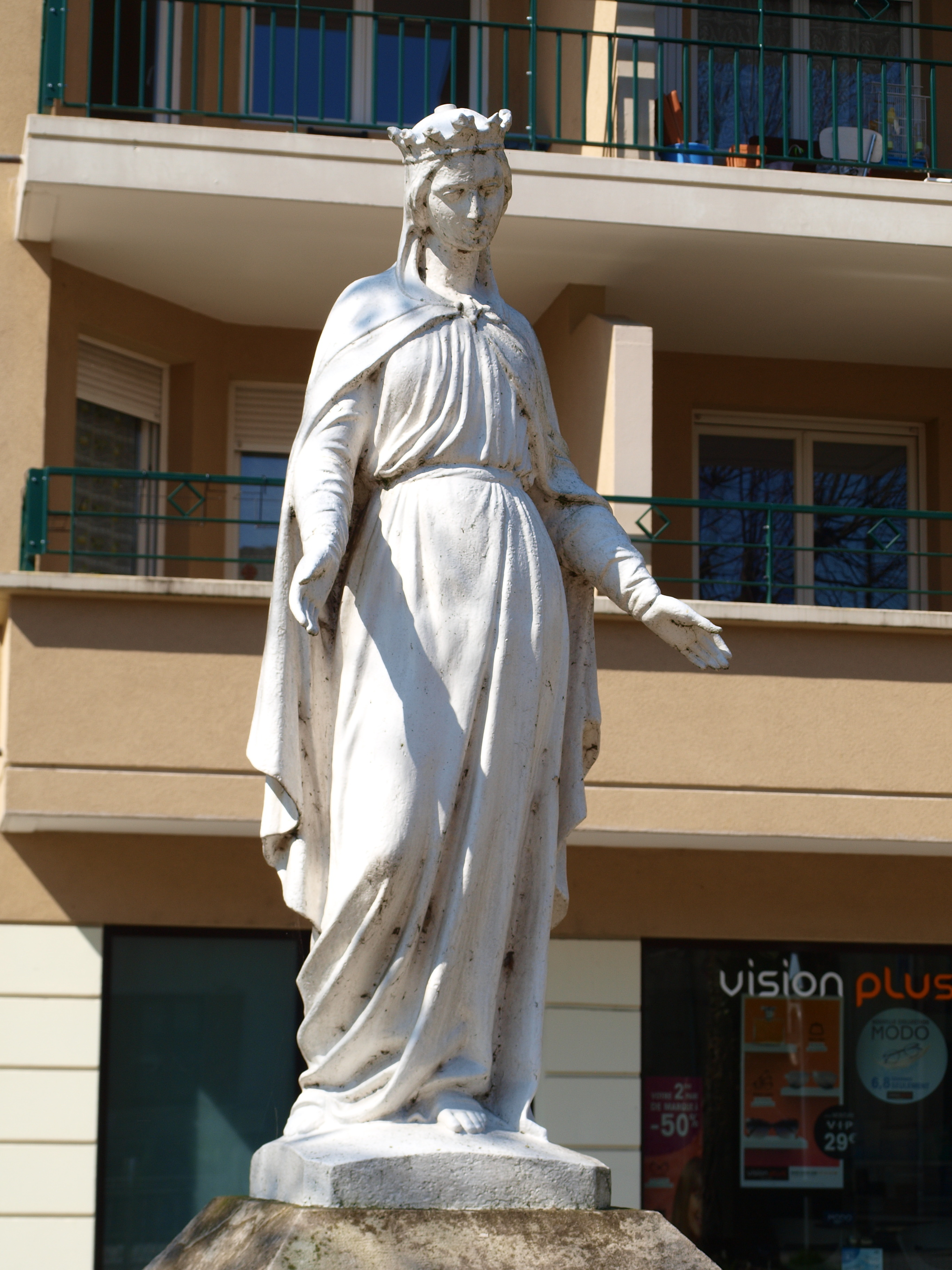
Marienstatue
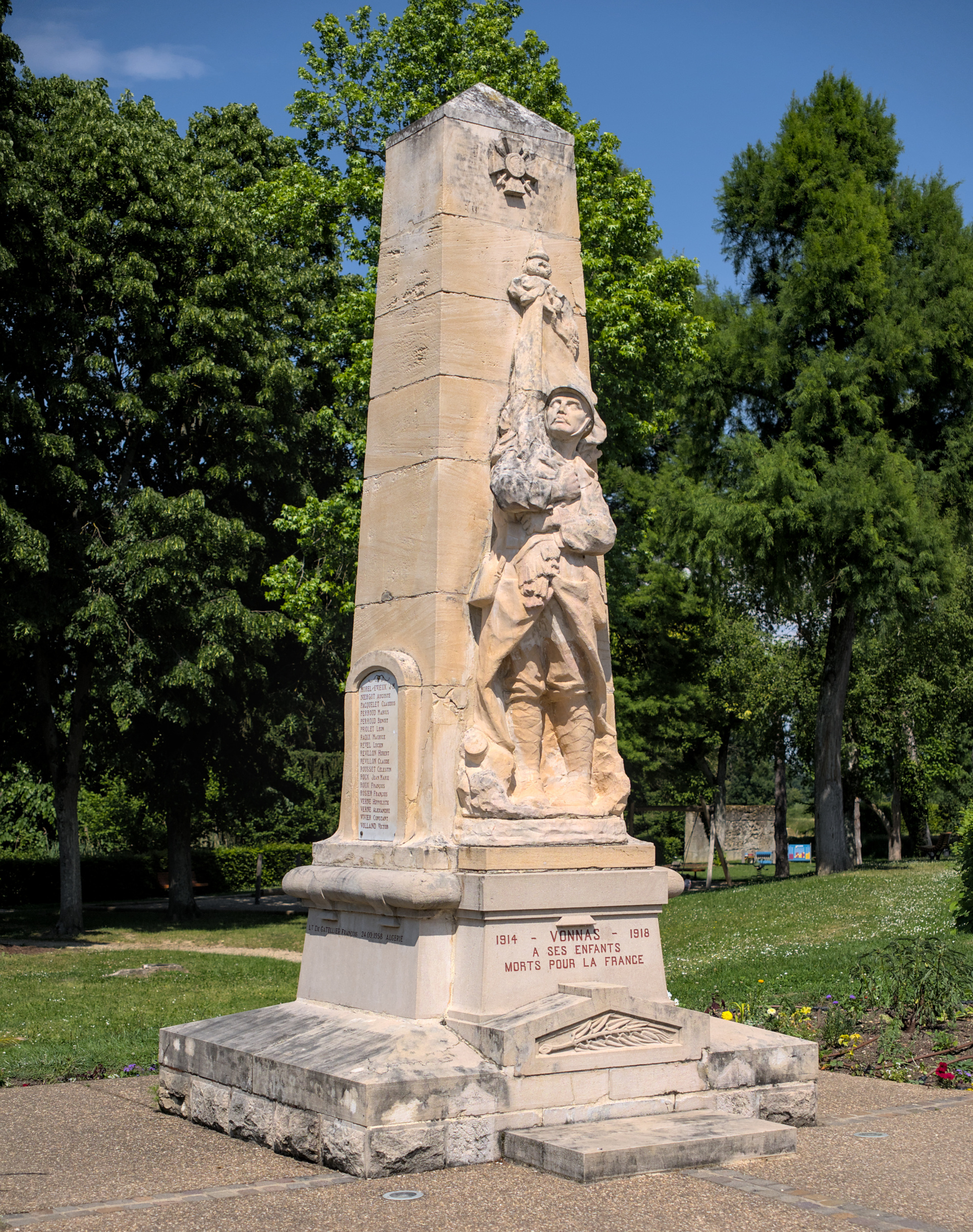
Gefallenendenkmal

## Partnerstadt
- Wächtersbach in Hessen, Deutschland

## Persönlichkeiten
- Georges Blanc (* 1943), Drei-Sterne-Koch, betreibt sein Restaurant „Village Blanc“ in Vonnas